# Osaka Challenger 2000
L'Osaka Challenger 2000 è stato un torneo di tennis facente parte della categoria ATP Challenger Series nell'ambito dell'ATP Challenger Series 2000. Il torneo si è giocato a Osaka in Giappone dal 13 al 19 novembre 2000 su campi in cemento.

## Vincitori

### Singolare
Michel Kratochvil ha battuto in finale  Hyung-Taik Lee con il punteggio di 2–6, 6–2, 6–2

### Doppio
František Čermák /  Ota Fukárek hanno battuto in finale  Yaoki Ishii /  Eric Taino con il punteggio di 6–1, 7–6(5)